# Jim Bakkum
 (janvier 2019).
Jim Bakkum, né Jimmy Johannes Bakkum le 10 août 1987 à Egmond-Binnen, est un auteur-compositeur-interprète, chanteur, acteur, doubleur et présentateur néerlandais.

## Filmographie

### Cinéma
- 2004 : Snowfever (nl) : Jack
- 2006 : Astérix et les Vikings de Stefan Fjeldmark et Jesper Møller : Hippix
- 2006 : Keep Off de Maria Peters[2]
- 2011 : Levenslang : Le rechercheur Wouters
- 2013 : Loving Ibiza de Johan Nijenhuis[3]
- 2016 : Onze Jongens de Johan Nijenhuis[4]
- 2016 : Rokjesdag : Jeffrey
- 2017 : Huisvrouwen bestaan niet (nl) de Aniëlle Webster : Dominique[5]
- 2018 : Zwaar verliefd : Ruben

### Téléfilms
- 2003 : Baantjer : Rick Brak
- 2006-2007 : 'Boks : Willem Jongbloed
- Depuis 2007 :	Total Drama Island : Duncan	stem
- 2006 : Kinderen geen bezwaar (nl) : Rôle inconnu
- 2008 : 2000 Antwerpen : Robin
- 2011 : Seinpost Den Haag (nl): Chiel Maas
- 2012 : Goede tijden, slechte tijden : Fiyero
- 2013 : The Passion (nl) : Petrus
- 2013 : Verliefd op Ibiza (nl) : Lars
- 2014 : Fashion Planet (nl) : Igor
- 2015 : De TV Kantine (nl) : Dave Roelvink
- 2016 : De TV Kantine (nl) : André Hazes jr. & Dave Roelvink
- 2016 : Kerst met de Zandtovenaar (nl): Herodes de Grote

## Théâtre

### Pièces et comédies musicales
- 2004 : Wonderlijke Efteling Show
- 2006-2007 : Grease : Danny Zuko
- 2007-2008 : Fame : Nick Piazza
- 2009-2010 : Hairspray : Link Larkin
- 2011-2013 : Wicked : Fiyero
- 2013-2014 : Flashdance The Musical : Nick
- 2015 : Hartsvrienden (frères de sang) : Edward

## Animation
- 2007 : De weg naar Fame (nl) sur RTL4 : Présentateur
- 2007-2008 : Kids Top 20 (nl) sur TROS : Présentateur
- 2012 : RTL Boulevard (nl) sur RTL4 : Présentateur
- 2012-2014 : SBS Shownieuws (nl) sur SBS 6 : Présentateur
- 2017 : The Band sur FOX : Présentateur

## Discographie

### Albums studios
- 2003 : Impressed (sorti le 23 août 2003)[6]
- 2004 : Ready (sorti le 8 mai 2004)[7]
- 2005 : Dance With Me (sorti le 12 novembre 2005)[8]
- 2007 : Vrij (sorti le 7 juillet 2007)
- 2009 : Nu (sorti le 23 mai 2009)
- 2017 : Dadoe - Meezingliedjes (sorti le 4 septembre 2017) ft. Kirsten Michel
- 2018 : Dadoe en zijn vriendjes  (sorti le 1er novembre 2018) ft. Matheu Hinzen et Kirsten Michel.

## Vie privée
Il se marie en 2011 à Amsterdam, avec l'actrice et chanteuse Bettina Holwerda. De cette union naît leur fille, Posy Bakkum,.